# Glycosyltransferasen
Glycosyltransferasen (lat. transferre ‚hinübertragen‘) sind Enzyme vom Typ der Transferasen, die als Katalysatoren Monosaccharid-Einheiten eines aktivierten Kohlenhydrats, sogenannte Glycosylreste, auf ein Akzeptor-Molekül, üblicherweise einen Alkohol, übertragen (Donator-Akzeptor-Prinzip). Diese Reaktionen laufen normalerweise als posttranslationale Modifikationen bei der Proteinbiosynthese von Glycoproteinen entweder als N-Glycosylierung im endoplasmatischen Retikulum oder als O-Glycosylierung im Golgi-Apparat ab.
Auch die Glycosylierung von Glycolipiden (beispielsweise von Cerebrosiden und Gangliosiden) wird durch Glycosyltransferasen katalysiert.
Das menschliche Genom beherbergt Gene für mindestens 250 verschiedene Glycosyltransferasen. In der Mehrzahl sind diese in drei Enzymfamilien beheimatet. Mit der Enzymausstattung zur Glycosylierung, deren Funktionen und ihren Produkten beschäftigt sich die Glykomik.